# بوطاهر تبانی
ابوطاهر عبداللّه بن احمد تبّانی (درگذشت اواخر ۴۲۵قمری / ۱۰۳۴ میلادی) از قاضیان بنام در دوران سلطان محمود و مسعود غزنوی بود. در دوران سلطان محمود قاضی طوس و نسا بود و پس از
پس از روی کار آمدن مسعود غزنوی و هنگامی که وی با لشکرش از ری به نیشابور عزیمت کرده بود، ابوطاهر همراه با قاضی ابوالحسن، پسر صاعد ابن محمد، به استقبال او رفت شتافت و از مسعود خواست که او را قاضی‌القضاه ری کند. سلطان مسعود قضای این شهر را به قاضی ابوالحسن واگذار کرد و ابوطاهر را در منصب قضای شهرهای طوس و نسا تنفیذ کرد و نیشابور را بر آن افزود.
ابوطاهر در نیشابور اقامت گزید و در دو شهر دیگر نایبان گماشت. پس از چندی ابوطاهر از سوی سلطان مسعود مأموریت یافت که همراه ابوالقاسم حصیری نزد قدرخان به کاشغر برود. سفر آنان در ربیع‌الاول ۴۲۲ق/مارس ۱۰۳۱م آغاز شد (بیهقی، ۸۴، ۲۲۰). آنها مأمور بودند که خبر جلوس سلطان مسعود را به آگاهی قدرخان برسانند و دختر او را برای مسعود خواستگاری کنند. این مسافرت نزدیک ۴ سال به درازا کشید. قاضی ابوطاهر پس از آنکه مأموریت خود را انجام داد، عازم غزنه شد، لیکن در اواخر ۴۲۵ قمری در نزدیکی آن شهر مکانی به نام «یَرْوان» درگذشت. بیهقی مرگ او را مشکوک دانسته و روایتهای گوناگون در این باره نقل کرده است. یک‌بار نیز نام او را به صورت بوطالب تبانی آورده و دانش و پرهیزگاری او را ستوده است.
او از اعضای خاندان آل تبان بود. علی‌اکبر فیاض در تصحیح تاریخ بیهقی می‌نویسد «در حاشیهٔ یب این کلمه را بضم تا و تخفیف یا خوانده و منسوب به شهری در ماوراءالنهر دانسته است، و لیکن سمعانی (بنقل جواهر المضیئه از او) این نسبت را از تبان دانسته بفتحِ تا و تشدید با بمعنی کاه فروش کِ.»